# سوزان بارانتيس
سوزان بارانتيس (بالإنجليزية: Susan Barrantes) منتجة أفلام وثائقية (ولدت يوم 9 يونيو من العام 1937 في نوتنغهامشير) وهي والدة سارة فيرغسون دوقة يورك وكانت زوجة لرونالد فيرغسون الذي كان مديراً لنادي البولو الملكي، قبل أن تنفصل عنه وتتزوج لاعب البولو الأرجنتيني بارانتيس.